# Lista odcinków serialu Salem
Poniżej znajduje się lista odcinków serialu telewizyjnego  Salem – emitowanego przez amerykańską kablową stację telewizyjną WGN America od 20 kwietnia 2014 roku do 25 stycznia 2017 roku. Powstały trzy serię, które składają się z 36 odcinków. W Polsce serial jest emitowany od 9 czerwca 2014 roku przez stację Fox Polska do 2 lutego 2017 roku.
| Sezon | Sezon | Odcinki | Oryginalna emisja WGN America | Oryginalna emisja WGN America | Oryginalna emisja Fox Polska | Oryginalna emisja Fox Polska | Oryginalna emisja Fox Polska |
| Sezon | Sezon | Odcinki | Premiera sezonu               | Finał sezonu                  | Premiera sezonu              | Finał sezonu                 |                              |
| ----- | ----- | ------- | ----------------------------- | ----------------------------- | ---------------------------- | ---------------------------- | ---------------------------- |
|       | 1     | 13      | 20 kwietnia 2014              | 13 lipca 2014                 | 9 czerwca 2014               | 1 września 2014              |                              |
|       | 2     | 13      | 5 kwietnia 2015               | 28 czerwca 2015               | 27 kwietnia 2015             | 20 lipca 2015                |                              |
|       | 3     | 10      | 2 listopada 2016              | 25 stycznia 2017              | 24 listopada 2016            | 2 lutego 2017                |                              |

## Sezon 1 (2014)
| Nr | #  | Tytuł                      | Polski tytuł                  | Reżyseria            | Scenariusz                     | Premiera WGN America | Premiera Fox Polska |
| --- | -- | -------------------------- | ----------------------------- | -------------------- | ------------------------------ | -------------------- | ------------------- |
| 1 | 1  | The Vow                    | Przysięga                     | Richard Shepard      | Brannon Braga Adam Simon       | 20 kwietnia 2014     | 9 czerwca 2014      |
| Po dziesięciu latach służby, walcząc w wojnie z Francuzami i Indianami, John Alden powraca do swojego domu w Salem w stanie Massachusetts z zamiarem ponownego połączenia się ze swoją ukochaną Mary. Po przybyciu na miejsce, z zaskoczeniem odkrywa, że Salem całkowicie opanowała fala histerii związanej z polowaniem na czarownice, a Mary poślubiła najbogatszego i najbardziej wpływowego mieszkańca miasteczka.                  |    |                            |                               |                      |                                |                      |                     |
| 2 | 2  | The Stone Child            | Dziecko z kamienia            | David Von Ancken     | Brannon Braga Adam Simon       | 27 kwietnia 2014     | 16 czerwca 2014     |
| Przekonany teraz, że czarownice są prawdziwe, ale nie mając żadnego doświadczenia w tym względzie, John Alden wchodzi w nieprzyjemny układ z polującym na czarownice Cottonem Matherem i wraz z Isaakiem udają się do lasu w poszukiwaniu odpowiedzi. Tymczasem Mary Sibley nadal podżega histerię związaną z polowaniem na czarownice wśród mieszkańców Salem, ale jej plany może pokrzyżować nagły powrót jej byłego kochanka, Aldena. |    |                            |                               |                      |                                |                      |                     |
| 3 | 3  | In Vain                    | Na próżno                     | Alex Zakrzewski      | Elizabeth Sarnoff Tricia Small | 4 maja 2014          | 23 czerwca 2014     |
| Sędzia pokoju Hale dowiaduje się, że to Isaac był świadkiem zebrania czarownic w lesie i namierza go w celu osądzenia, skazania i dokonania na nim egzekucji za czary, pomimo sprzeciwów Mary. |    |                            |                               |                      |                                |                      |                     |
| 4 | 4  | Survivors                  | Ocaleńcy                      | David Von Ancken     | Jon Harmon Feldman             | 11 maja 2014         | 30 czerwca 2014     |
| Gdy wielebny Lewis usiłuje dokonać egzorcyzmu na swojej opętanej córce, Mercy, jego wynik powoduje problem dla sabatu i podważa wiarygodność przywództwa Mary. Podejrzenia Johna odnośnie do Hale’a nadal rosną. Znajomy z przeszłości Johna przybywa do Salem, ściągając tym samym kłopoty na zarówno Johna, jak i Mary. |    |                            |                               |                      |                                |                      |                     |
| 5 | 5  | Lies                       | Kłamstwa                      | Sergio Mimica-Gezzan | Tricia Small Elizabeth Sarnoff | 18 maja 2014         | 7 lipca 2014        |
| Po ostrzeżeniu, że obecność Johna Aldena w Salem stwarza poważne zagrożenie dla ich Wielkiego Obrzędu, czarownice Hale i Rose knują spisek, jak wygonić kapitana z miasta. Mercy Lewis zyskuje nowy, wzmocniony punkt widzenia na temat swojego unikalnego położenia. Mary poznaje straszliwy sekret na temat Johna. |    |                            |                               |                      |                                |                      |                     |
| 6 | 6  | The Red Rose and the Briar | Czerwona róza i wrzosiec      | PJ Pesce             | Joe Menosky Adam Simon         | 25 maja 2014         | 14 lipca 2014       |
| John i Cotton wykorzystują pojawienie się rzadkiego układu planet, w celu przesłuchania pojmanej czarownicy. Mary bierze pod swoje skrzydła mającą aspiracje Mercy, ale wszyscy w roju są niezadowoleni z powodu jej planów związanych z przyszłą czarownicą. |    |                            |                               |                      |                                |                      |                     |
| 7 | 7  | Our Own Private America    | Nasza własna Prywatna Ameryka | David Von Ancken     | Adam Simon Brannon Braga       | 1 czerwca 2014       | 21 lipca 2014       |
| W celu zlokalizowania potężnego, magicznego przedmiotu, znajdującego się w posiadaniu Johna Aldena, Mary wkracza do świata snów swojego byłego kochanka… jednak ich wciąż zachowane wzajemne uczucia prowadzą do konsekwencji w realnym świecie. Mercy Lewis okazuje się dla Tituby trudną do kontrolowania czarownicą. Cottona odwiedza niechciany gość.                                                                                |    |                            |                               |                      |                                |                      |                     |
| 8 | 8  | Departures                 | Odloty                        | Alex Zakrzewski      | Jon Harmon Feldman             | 8 czerwca 2014       | 28 lipca 2014       |
| Niespodziewane przybycie Increase’a Mathera stwarza problemy dla wielu w Salem, w tym zarówno czarownic, jak i zwykłych obywateli. Usiłowania Mary, by zapobiec zbadaniu jej zaklętego męża przez Increase’a odnoszą odwrotny skutek, doprowadzając do paniki wśród czarownic i dając Isaakowi długo wyczekiwaną okazję do zemsty na miejskich radnych.                                                                                  |    |                            |                               |                      |                                |                      |                     |
| 9 | 9  | Children Be Afraid         | Bójcie się boże dzieci        | David Grossman       | Elizabeth Sarnoff Tricia Small | 15 czerwca 2014      | 4 sierpnia 2014     |
| Podczas gdy Increase Mather czeka, żeby nieprzytomny George Sibley się obudził i zidentyfikował czarownicę, która rzuciła na niego czar, Mary potrzebuje pomocy, by zachować milczenie jej męża. Napięcia pomiędzy Mercy i Titubą wciąż się nasilają, co prowadzi do niestosownego aktu zdrady. John zyskuje nowego przyjaciela. |    |                            |                               |                      |                                |                      |                     |
| 10 | 10 | The House of Pain          | Dom tortur                    | David Von Ancken     | Adam Simon Joe Menosky         | 22 czerwca 2014      | 11 sierpnia 2014    |
| Increase Mather rozpoczyna brutalne przesłuchanie Tituby, usiłując zdemaskować przywódcę roju czarownic w Salem. Anne Hale dokonuje odkrycia, które potwierdza jej podejrzenia odnośnie do ojca, jak również ujawnia prawdę na temat swojej własnej, prawdziwej natury. Cotton doświadcza pouczającego objawienia. |    |                            |                               |                      |                                |                      |                     |
| 11 | 11 | Cat and Mouse              | Kot i mysz                    | Tricia Brock         | Jon Harmon Feldman             | 29 czerwca 2014      | 18 sierpnia 2014    |
| Mary wykorzystuje wszystkie moce, którymi dysponuje, aby uwolnić Johna Aldena z więzienia w Salem zanim Increase Mather zacznie sądzić go o uprawianie czarów. Sędzia pokoju Hale ujawnia swojej córce tajemnicę, nie będąc pewien jak Anne na nią zareaguje. |    |                            |                               |                      |                                |                      |                     |
| 12 | 12 | Ashes, Ashes               | Popioły                       | Bill Johnson         | Brannon Braga Adam Simon       | 6 lipca 2014         | 25 sierpnia 2014    |
| Gdy rozpoczyna się proces Johna Aldena o czary, ten musi stawić czoło zarzutowi, którego nie jest w stanie obalić, co sprawia, że nawet jego najbardziej zajadły sojusznik zaczyna wątpić w jego niewinność. Poszukiwanie odpowiedzi przez Cottona stawia przed nim jeszcze więcej pytań. Mercy składa obietnicę, której nie jest w stanie dotrzymać. Mary dostaje radę z niespodziewanego źródła.                                       |    |                            |                               |                      |                                |                      |                     |
| 13 | 13 | All Fall Down              | Ogólny upadek                 | David Von Ancken     | Brannon Braga Adam Simon       | 13 lipca 2014        | 1 września 2014     |
| Podczas gdy John i Mary planują wspólną ucieczkę z Salem, inni w miasteczku robią wszystko, by powstrzymać ich wyjazd, co prowadzi do nieuchronnej, ostatecznej rozgrywki. Increase ujawnia swoje plany Cottonowi, co skłania młodszego Mathera do podjęcia drastycznych działań. Anne poznaje od dawna skrywaną tajemnicę. |    |                            |                               |                      |                                |                      |                     |

## Sezon 2 (2015)
6 maja 2014 roku, stacja kablowa WGN America zamówiła 2 sezon serialu.
| Nr | #  | Tytuł                  | Polski tytuł                 | Reżyseria       | Scenariusz                    | Premiera WGN America | Premiera Fox Polska. |
| -- | -- | ---------------------- | ---------------------------- | --------------- | ----------------------------- | -------------------- | -------------------- |
| 14 | 1  | Cry Havoc              | Spustoszenie                 | Nick Copus      | Brannon Braga, Adam Simon     | 5 kwietnia 2015      | 27 kwietnia 2015     |
| 15 | 2  | Blood Kiss             | Krwawy pocałunek             | Allan Arkush    | Brannon Braga, Adam Simon     | 12 kwietnia 2015     | 4 maja 2015          |
| 16 | 3  | From Within            | Prosto z wnętrza             | Alex Zakrzewski | Kelly Souders, Brian Peterson | 19 kwietnia 2015     | 11 maja 2015         |
| 17 | 4  | Book of Shadows        | Księga cieni                 | Allan Kroeker   | Joe Menosky, Adam Simon       | 26 kwietnia 2015     | 18 maja 2015         |
| 18 | 5  | The Wine Dark Sea      | Morze ciemne jak wino        | Peter Weller    | Turi Meyer, Al Septien        | 3 maja 2015          | 25 maja 2015         |
| 19 | 6  | Ill Met By Moonlight   | W świetle księżyca           | Nick Copus      | Brian Peterson, Kelly Souders | 10 maja 2015         | 1 czerwca 2015       |
| 20 | 7  | The Beckoning Fair One | Kusicielka                   | Joe Dante       | Donna Thorland, Adam Simon    | 17 maja 2015         | 8 czerwca 2015       |
| 21 | 8  | Dead Birds             | Martwe ptaki                 | Alex Kalymnios  | Joe Menosky, Adam Simon       | 24 maja 2015         | 15 czerwca 2015      |
| 22 | 9  | Wages of Sin           | Zapłata za grzech            | David Grossman  | Al Septien, Turi Meyer        | 31 maja 2015         | 22 czerwca 2015      |
| 23 | 10 | Til Death Do Us Part   | Póki nas śmierć nie rozłączy | Tim Andrews     | Kelly Souders, Brian Peterson | 7 czerwca 2015       | 29 czerwca 2015      |
| 24 | 11 | On Earth As In Hell    | Jak na ziemi tak w piekle    | Nick Copus      | Joe Menosky, Adam Simon       | 14 czerwca 2015      | 6 lipca 2015         |
| 25 | 12 | Midnight Never Come    | Północ nigdy nie nadejdzie   | Alex Zakrzewski | Donna Thorland, Adam Simon    | 21 czerwca 2015      | 13 lipca 2015        |
| 26 | 13 | The Witching Hour      | Godzina czarów               | Brannon Braga   | Adam Simon                    | 28 czerwca 2015      | 20 lipca 2015        |

## Sezon 3 (2016-2017)
12 lipca 2015 roku, stacja kablowa WGN America zamówiła 3 sezon serialu.
| Nr | #  | Tytuł                    | Polski tytuł        | Reżyseria      | Scenariusz                    | Premiera WGN America | Premiera Fox Polska |
| -- | -- | ------------------------ | ------------------- | -------------- | ----------------------------- | -------------------- | ------------------- |
| 27 | 1  | After Fall               | Upadek              | Nick Copus     | Brannon Braga, Adam Simon     | 2 listopada 2016     | 24 listopada 2016   |
| 28 | 2  | The Heart is a Devil     | Serce to diabeł     | Tim Andrew     | Adam Simon                    | 9 listopada 2016     | 1 grudnia 2016      |
| 29 | 3  | The Reckoning            | Rozrachunek         | Wayne Yip      | Kelly Souders, Brian Peterson | 16 listopada 2016    | 8 grudnia 2016      |
| 30 | 4  | Night's Black Agents     | Mroczni agenci nocy | Joe Dante      | Joe Menosky, Donna Thorland   | 30 listopada 2016    | 15 grudnia 2016     |
| 31 | 5  | The Witch is Back        | Powrót czarownicy   | Nick Copus     | Adam Simon                    | 7 grudnia 2016       | 22 grudnia 2016     |
| 32 | 6  | Wednesday's Child        |                     | Peter Weller   | Donna Thorland, Adam Simon    | 14 grudnia 2016      | 29 grudnia 2016     |
| 33 | 7  | The Man Who Was Thursday | Czwartkowy człowiek | Jennifer Lynch | Brian Peterson, Kelly Souders | 21 grudnia 2016      | 12 stycznia 2017    |
| 34 | 8  | Friday's Knights         | Piątkowy rycerz     | Nick Copus     | Adam Simon, Donna Thorland    | 11 stycznia 2017     | 19 stycznia 2017    |
| 35 | 9  | Saturday Mourning        | Sobotni poranek     | Jennifer Lynch | Kelly Souders, Brian Peterson | 18 stycznia 2017     | 26 stycznia 2017    |
| 36 | 10 | Black Sunday             | Czarna Niedziela    | Brannon Braga  | Adam Simon                    | 25 stycznia 2017     | 2 marca 2017        |